# شهرستان اشتهارد
شهرستان اشتهارد به مرکزیت شهر اشتهارد یکی از شش شهرستان استان البرز ایران است.
شهرداری شهر اشتهارد در سال ۱۳۳۱ تأسیس شد.
شهر اشتهارد دارای قدمتی تاریخی می‌باشد.
این شهرستان، تا خرداد ۱۳۹۱ یکی از بخش‌های شهرستان کرج بود که در این تاریخ به شهرستان ارتقا یافت. کرج دارای آب و هوای معتدل و خشک می‌باشد و شهرستان اشتهارد نیز در استان البرز واقع است و آب و هوای این استان تحت تأثیر سلسله کوه‌های البرز، دارای زمستان‌های سرد و تابستان‌های معتدل است. جنوب استان به دلیل مجاورت با دشت، آب و هوای بسیار خشک دارد و این ویژگی خاص این منطقه به‌شمار می‌رود که از یک سو به رشته کوه‌های البرز می‌رسد و از سوی دیگر به حاشیه یکی از خشک‌ترین بیابان‌های ایران منتهی می‌شود. دارا بودن بزرگ‌ترین شهرک صنعتی ایران در منطقه اشتهارد و وجود مجتمع‌های صنعتی، خرمدشت، حیدریه، لیا، آراسنج، دانسفهان و چندین کارخانجات بزرگ مختلف دیگر در سطح شهرستان و نیز همجواری شهرک صنعتی بزرگ اشتهارد با شهر بوئین زهرا رونق خاصی به صنعت و اشتغال زایی منطقه بخشیده است.
محصولات کشاورزی شهرستان اشتهارد
پسته یکی از محصولات کشاورزی شهرستان اشتهارد است . رقم‌های مختلف پسته از جمله احمد آقایی، اکبری و کله قوچی در شهرستان اشتهارد کشت می‌شود.اقلیم شهرستان اشتهارد مناسب کشت پسته است . پنبه نیز در شهرستان اشتهارد کشت می شود.

## زبان
اکثریت ساکنین این شهرستان را تات‌ها و ترک‌ها تشکیل می‌دهند که که به زبان تاتی و ترکی صحبت می‌کنند.

## تقسیمات کشوری
شهرستان اشتهارد شامل دو بخش به نامهای بخش مرکزی شهرستان اشتهارد و بخش پلنگ‌آباد می‌باشد.
- بخش مرکزی شهرستان اشتهارد
  - دهستان ایپک
  - دهستان صحت‌آباد

شهر: اشتهارد
- بخش پلنگ‌آباد
  - دهستان پلنگ‌آباد
  - دهستان جارو

شهر: پلنگ‌آباد

## جمعیت
بنابر سرشماری مرکز آمار ایران، کل جمعیت شهرستان اشتهارد در سال ۱۳۹۰ بیش از ۲۳ هزار نفر بوده است. در اطلاعات به دست آمده این شهرستان میزان مهاجر نشینی بالایی دارد. جمعیت شهرستان در سرشماری سال ۱۳۹۵ برابر با ۳۷۸۷۶ نفر بوده است